# توبوليف تي يو-141
توبوليف تي يو-141 (بالإنجليزية: Tupolev Tu-141)‏ هي طائرة دون طيار أنتجت في 1979. من صناعة توبوليف. كان أول طيران لها في 1974. انتهت خدمتها في 1989. صنع منها 142 طائرة.

## المستخدمون
- أوكرانيا